# Lista de pinturas de Belmiro de Almeida

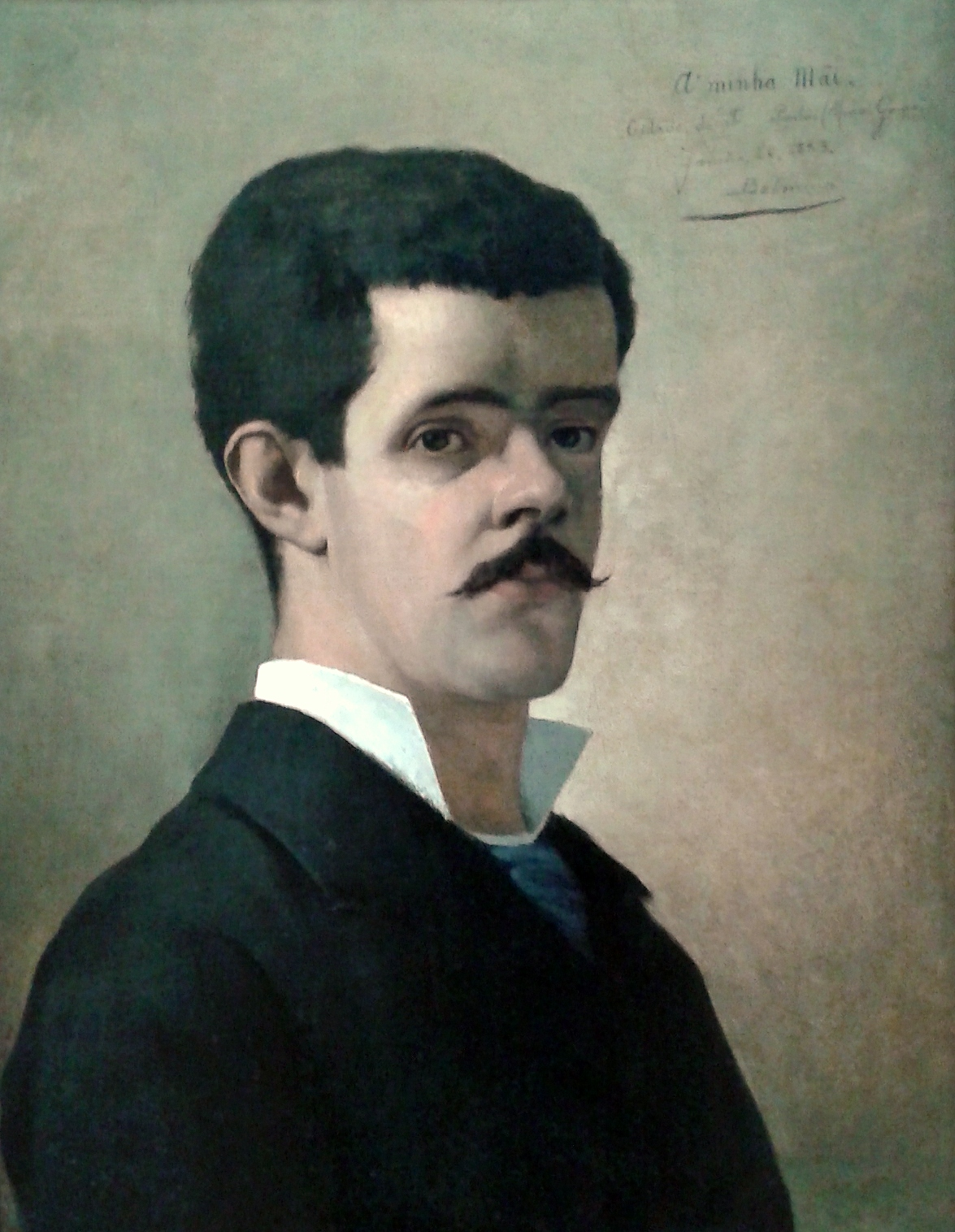
Autorretrato do pintor de 1883

Esta é a lista de pinturas de Belmiro de Almeida, um pintor, escultor e caricaturista brasileiro nascido em 1858 em Serro, Minas Gerais. Frequentou o Liceu de Artes e Ofícios do Rio de Janeiro e a Academia Imperial de Belas Artes. Posteriormente, lecionou desenho no Liceu e na Escola Nacional de Belas Artes. Em sua primeira viagem a Paris, em 1884, estudou com obras de Édouard Manet e Edgar Degas, pintores que influenciaram o trabalho de Belmiro e renovaram a arte da época. A partir daí, alternou residência entre Paris e o Rio de Janeiro. Durante sua segunda ida à capital francesa, presenciou as vertentes do período pós-impressionista europeu. No Rio, trabalhou como caricaturista em diversas revistas, como A Cigarra e O Malho. Belmiro morreu em Paris no ano de 1935.
Em 1886, Belmiro retratou em duas pinturas impressionistas um personagem negro liberto no centro da tela identificado como Príncipe Obá, uma auto-intitulação de Cândido da Fonseca Galvão. Em 1887, expôs Arrufos, sua pintura mais conhecida, que destaca-se pelo tom levemente irônico com o qual foi retratada, e pela polêmica provocada pelo quadro ao público e aos críticos da época. Em Retrato de Abigail Seabra aos 12 Anos de Idade, e em obras de paisagens como Paisagem em Dampierre (2) e Le Chemin de La Ferme, o artista se inspira na técnica do pontilhismo. Já em Mulher em Círculos, de 1921, Belmiro trabalha com uma estética futurista. Em suas obras realizadas na Europa, buscou retratar o ambiente camponês em que se encontrava, como é o caso da pintura Bom Tempo. Em 1892, pintou Efeitos do Sol, em que Belmiro utiliza de técnicas impressionistas para retratar a luz e a atmosfera do ambiente campestre.

## Lista de pinturas
| Imagem | Informações técnicas                                                                              | Ano de criação | Acervo                                     | Ref.          |
| ------ | ------------------------------------------------------------------------------------------------- | -------------- | ------------------------------------------ | ------------- |
|        | Alegoria Aquarela sobre papel 25 × 36 cm                                                          | —              | —                                          | [ 3 ]         |
|        | Amuada Óleo sobre madeira 33 × 41,5 cm                                                            | —              | Museu Mariano Procópio                     | [ 3 ]         |
|        | Caricatura Desenho a nanquim 25 × 46 cm                                                           | —              | —                                          | [ 5 ]         |
|        | Conversa Fiada Óleo sobre tela 27 × 35 cm                                                         | —              | —                                          | [ 6 ]         |
|        | Dois Meninos Jogando Bilboquê Óleo sobre tela 30 × 40 cm                                          | —              | MASP                                       | [ 7 ]         |
|        | Duas Cabeças Aquarela 35 × 49 cm                                                                  | —              | Coleção particular                         | [ 3 ]         |
|        | Estátua para Túmulo (esboço) Aguada de nanquim sobre papel 39,5 × 67 cm                           | —              | Museu Dom João VI                          | [ 3 ]         |
|        | Figura Feminina Óleo sobre paleta 26 × 36 cm                                                      | —              | —                                          | [ 8 ]         |
|        | Menina Óleo sobre tela 25,5 × 32 cm                                                               | —              | Coleção particular                         | [ 3 ]         |
|        | O poeta Alberto de Oliveira Óleo sobre madeira 43 × 23,2 cm                                       | —              | MASP                                       | [ 9 ]         |
|        | Personagem Feminina Óleo sobre tela 39 × 50 cm                                                    | —              | —                                          | [ 10 ]        |
|        | Retrato de Homem                                                                                  | 1880-35        | MNBA                                       | [ 11 ]        |
|        | Menino                                                                                            | 1882           | Coleção particular                         | [ 12 ]        |
|        | Pátio Óleo sobre tela 53 × 62 cm                                                                  | 1879           | —                                          | [ 13 ]        |
|        | Leitura Óleo sobre tela 34 × 42 cm                                                                | 1882           | —                                          | [ 14 ]        |
|        | Autorretrato aos 25 Anos de Idade Óleo sobre tela 48 × 60 cm                                      | 1883           | —                                          | [ 15 ]        |
|        | Estudo de Figura Carvão sobre papel 47,2 × 61 cm                                                  | 1884           | MASP                                       | [ 16 ]        |
|        | Castro Urso Óleo sobre tela colada em madeira 23 × 28,5 cm                                        | 1886           | —                                          | [ 12 ] [ 17 ] |
|        | Príncipe Obá Óleo sobre tela 15 × 23,7 cm                                                         | 1886           | Coleção particular                         | [ 2 ] [ 18 ]  |
|        | Príncipe Obá (2) Óleo sobre madeira 15 × 23,7 cm                                                  | 1886           | Museu Afro Brasil                          | [ 12 ]        |
|        | Arrufos Óleo sobre tela 89,1 × 116,1 cm                                                           | 1887           | MNBA                                       | [ 19 ]        |
|        | Caricatura de Castagneto aos 36 anos de idade                                                     | 1887           | —                                          | [ 20 ]        |
|        | Mulher na Janela Óleo sobre tela 35 × 55 cm                                                       | 1888           | —                                          | [ 21 ]        |
|        | Retrato de Senhora Óleo sobre tela 42 × 60 cm                                                     | 1889           | Mirante das Artes                          | [ 3 ]         |
|        | Rua da Itália Óleo sobre tela 32 × 54 cm                                                          | 1889           | PESP                                       | [ 22 ]        |
|        | Ruínas (Itália) Óleo sobre tela 19 × 38 cm                                                        | 1889           | Coleção particular                         | [ 23 ]        |
|        | Trecho de Aldeia (Itália) Óleo sobre tela 34 × 47 cm                                              | 1889           | —                                          | [ 24 ]        |
|        | Jardim com Flores Óleo sobre tela 46 × 49 cm                                                      | 1891           | Sergio Sahione Fadel Advogados Associados  | [ 25 ]        |
|        | Nuvens Óleo sobre tela 85 × 130 cm                                                                | 1891           | —                                          | [ 3 ]         |
|        | Efeitos do Sol (Itália) Óleo sobre tela 65 × 100 cm                                               | 1892           | MNBA                                       | [ 26 ]        |
|        | Retrato de Palmyra de Almeida Óleo sobre tela 58 × 98 cm                                          | 1892           | —                                          | [ 27 ]        |
|        | A Tagarela Óleo sobre tela 82 × 125 cm                                                            | 1893           | MNBA                                       | [ 28 ]        |
|        | Bom Tempo (Idílio Campestre) Óleo sobre tela 89,6 × 151,6 cm                                      | 1893           | MNBA                                       | [ 29 ]        |
|        | Menino com Bandolim Óleo sobre tela 100 × 150 cm                                                  | 1893-4         | Coleção particular                         | [ 30 ]        |
|        | Vaso com Flores Óleo sobre tela 76 × 152 cm                                                       | 1893           | MNBA                                       | [ 31 ]        |
|        | Vendedora de Fósforos (Itália) Óleo sobre tela 75 × 168 cm                                        | 1893-4         | Coleção particular                         | [ 32 ]        |
|        | A Má Notícia Óleo sobre tela 167 × 168 cm                                                         | 1897           | Museu Mineiro                              | [ 33 ] [ 34 ] |
|        | A Portuguesa Óleo sobre tela 53 × 82 cm                                                           | 1897           | Coleção particular                         | [ 35 ]        |
|        | Retrato de Antônio Ribeiro Seabra Óleo sobre tela 37 × 45 cm                                      | 1897           | Coleção particular                         | [ 36 ]        |
|        | Retrato de Maria Lartigau Seabra Óleo sobre tela 37 × 45 cm                                       | 1897           | Coleção particular                         | [ 37 ]        |
|        | Retrato de Mulher Óleo sobre tela 27 × 35 cm                                                      | 1897           | Fundação Cultural do Maranhão              | [ 3 ]         |
|        | Retrato de Mulher com Chapéu de Flores (Paris) Óleo sobre madeira 18,7 × 26,3 cm                  | 1897           | Coleção particular                         | [ 38 ]        |
|        | Velho Artista Óleo sobre tela 36 × 51 cm                                                          | 1897-8         | Coleção particular                         | [ 39 ]        |
|        | Os Descobridores Óleo sobre tela 195 × 260 cm                                                     | 1899           | Museu Histórico e Diplomático do Itamaraty | [ 40 ]        |
|        | Retrato de Abigail Seabra aos 12 Anos de Idade Óleo sobre tela 30 × 51 cm                         | 1900           | Coleção particular                         | [ 41 ]        |
|        | Paisagem urbana em Avelano de Caminho (Portugal) Óleo sobre madeira 16 × 24 cm                    | 1903           | Coleção particular                         | [ 42 ]        |
|        | Paisagem urbana em Avelano de Caminho (2) Óleo sobre madeira 16 × 24 cm                           | 1903           | Coleção particular                         | [ 12 ]        |
|        | Retrato de Antonio Lartigau Seabra (Neuchâtel, Suíça) Óleo sobre tela colada em cartão 15 × 21 cm | 1903           | Coleção particular                         | [ 43 ]        |
|        | Adolescente Óleo sobre tela 54 × 107 cm                                                           | 1904           | Coleção particular                         | [ 44 ]        |
|        | Namoro do Guarda Óleo sobre tela 27 × 37 cm                                                       | 1904           | Museus Castro Maya                         | [ 45 ]        |
|        | Dame à La Rose Óleo sobre tela 96 × 196 cm                                                        | 1905           | MNBA                                       | [ 46 ]        |
|        | Moça no Sofá Óleo sobre cartão 24 × 33 cm                                                         | 1905           | —                                          | [ 3 ]         |
|        | Vaidade Pastel 80 × 130 cm                                                                        | 1905           | —                                          | [ 47 ]        |
|        | Retrato de Francisco Pereira Passos Óleo sobre tela 64 × 81 cm                                    | 1908-9         | Coleção particular                         | [ 48 ]        |
|        | Paisagem em Dampierre (1) Óleo sobre tela 38 × 55 cm                                              | 1912           | —                                          | [ 49 ]        |
|        | Barco à Vela Óleo sobre madeira 13,5 × 17,8 cm                                                    | 1915           | Museu Victor Meirelles                     | [ 50 ]        |
|        | Retrato de Marie Lefebvre Ferrez (esposa do fotógrafo Marc Ferrez) Óleo sobre tela 74 × 105 cm    | 1915           | —                                          | [ 51 ]        |
|        | Academia Masculina                                                                                | 1916           | Museu Dom João VI                          | [ 3 ]         |
|        | Parisiense Aquarela 19 × 29 cm                                                                    | 1917           | —                                          | [ 52 ]        |
|        | Paisagem em Dampierre (2) Óleo sobre tela 50 × 65 cm                                              | 1918           | Abrahão Zarzur                             | [ 53 ]        |
|        | Ferme de Moulin Óleo sobre cartão 54 × 73 cm                                                      | 1920           | Coleção particular                         | [ 3 ]         |
|        | Le Chemin de La Ferme Óleo sobre cartão 54 × 73 cm                                                | 1920           | —                                          | [ 54 ]        |
|        | Pont Sur Le Quillon Fourchiroles (Dampierre, França) Óleo sobre cartão 54 × 72 cm                 | 1920           | —                                          | [ 55 ]        |
|        | Quintino Bocaiuva Óleo sobre tela 79 × 92 cm                                                      | 1920           | Museu Histórico Nacional                   | [ 56 ]        |
|        | Retrato de Dama Óleo sobre madeira 102 × 120 cm                                                   | 1920           | —                                          | [ 57 ]        |
|        | Mulher em Círculos Óleo sobre madeira 38 × 45 cm                                                  | 1921           | —                                          | [ 58 ]        |
|        | Paisagem em Fourchiroles Óleo sobre tela 42 × 63 cm                                               | 1922           | —                                          | [ 59 ]        |
|        | Roseira do Velho Quintal (Dampierre, França) Óleo sobre tela 38 × 55 cm                           | 1923           | —                                          | [ 60 ]        |
|        | Nu Feminino (Manuela) 98 × 196 cm                                                                 | 1924           | MNBA                                       | [ 61 ]        |
|        | Cupidos Óleo sobre cartão 7,5 × 27 cm                                                             | 1925           | —                                          | [ 62 ]        |
|        | Moulin Godard Óleo sobre tela 39 × 55,5 cm                                                        | 1927           | Coleção particular                         | [ 63 ]        |
|        | Retrato de Hortence Aubert Óleo sobre tela 64 × 80 cm                                             | 1927           | —                                          | [ 64 ]        |